# Merenre II
Merenre II was een farao van de 6e dynastie. De koning was bekend onder de naam: Nemtiemsaf II, Mentesuphis door Manetho. Zijn naam betekent: "Nemty is zijn verdediger"

## Biografie
Merenre II was een zoon van Pepi II en Neith, zijn vrouw was Nitokris. Er schijnt een heel verhaal te zijn over de koning, hij zou vermoord zijn door zijn vrouw. Daarna regeerde zijn vrouw verder over Egypte maar pleegde zelfmoord. Er dateert een document uit de tijd dat de cultus beschrijft van de koninginnen Anchensenpepi en Neith.

## Bouwwerken
- Piramide in Saqqara